# Mercaderes
Mercaderes is een gemeente in het Colombiaanse departement Cauca. De gemeente telt 17.670 inwoners (2005).